# Albert Flamm

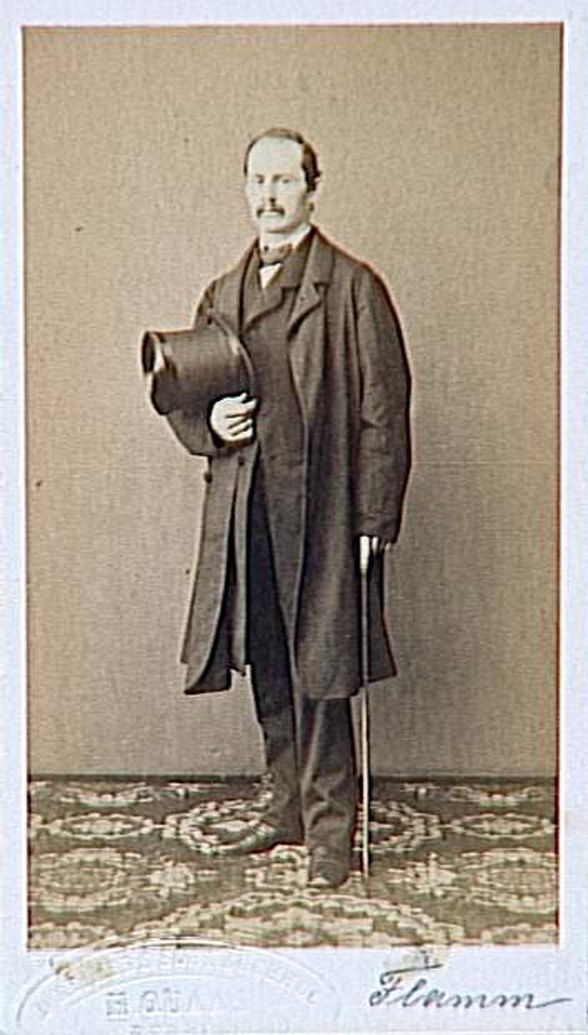
Foto Arnold Overbeck, Gebr. G. & A. Overbeck in Düsseldorf

Albert Flamm (* 9. April 1823 in Köln; † 28. März 1906 in Düsseldorf) war ein deutscher Maler der Düsseldorfer Schule.

## Leben
Flamm studierte von 1836 bis 1838 das Baufach (Architektur) an der Kunstakademie Düsseldorf und in Antwerpen. 1841 wandte er sich der Malerei zu und wurde in Düsseldorf Schüler von Andreas Achenbach, mit dessen Bruder Oswald er innige Freundschaft schloss und mehrere Studienreisen unternahm, anfangs an Rhein, Ahr und Mosel, 1845 eine erste,  1850 bis 1853 eine weitere, längere Reise nach Italien, wo sie, zusammen mit Arnold Böcklin, in Rom einen Wohnsitz nahmen und von dort aus Abstecher in die römische Campagna, in die Pontinischen Sümpfe und in den Süden der Italienischen Halbinsel starteten, etwa nach Neapel. In späterer Zeit wiederholten sich die Reisen nach Italien. Oswald Achenbach und Albert Flamm wurden so zu „Italienmalern“. Der amerikanische Maler Sanford Robinson Gifford schrieb 1868 aus Rom, dass Achenbach der einzige Maler sei, der die italienische Landschaft auf eine Leinwand bannen könne. Hierbei machte er eine ausdrückliche Ausnahme bei Flamm, dessen Campagna-Landschaft beispielhaft und „wahr“ sei.
1848 gehörte Flamm zu den Gründern des Künstlervereins Malkasten. 1861 wurden der Norweger Ludvig Munthe und der US-Amerikaner Alfred Cornelius Howland Privatschüler von Flamm, später auch die Schwedin Jeanna Bauck und der US-Amerikaner William Keith. 1870 begann Flamm, den Lehrer Oswald Achenbach an der Kunstakademie Düsseldorf zu vertreten. Einer seiner dortigen Schüler war Gregor von Bochmann. 1898 erhielten Albert Flamm, Otto Erdmann und Georg Oeder aus Anlass des 50-jährigen Bestehens des Malkastens den Roten Adlerorden 4. Klasse.
Flamm heiratete am 19. Oktober 1860 Anna Arnz, eine Tochter des Verlegers Heinrich Arnz (Arnz & Comp.). Sie war die Schwester des Malers Albert Arnz und der Julie Arnz (1827–1896), die den Maler Oswald Achenbach geheiratet hatte. Flamm und Achenbach waren somit Schwager. Flamm hatte eine Schwester Charlotte, die sich als Stilllebenmalerin betätigte, und einen Sohn Carl, der Porträtmaler war. Ein weiterer Sohn, Oswald Flamm, studierte Schiffs- und Schiffsmaschinenbau in Charlottenburg und wurde ein führender Forscher und Konstrukteur im Schiffs- und U-Bootbau des deutschen Kaiserreichs.

## Werk

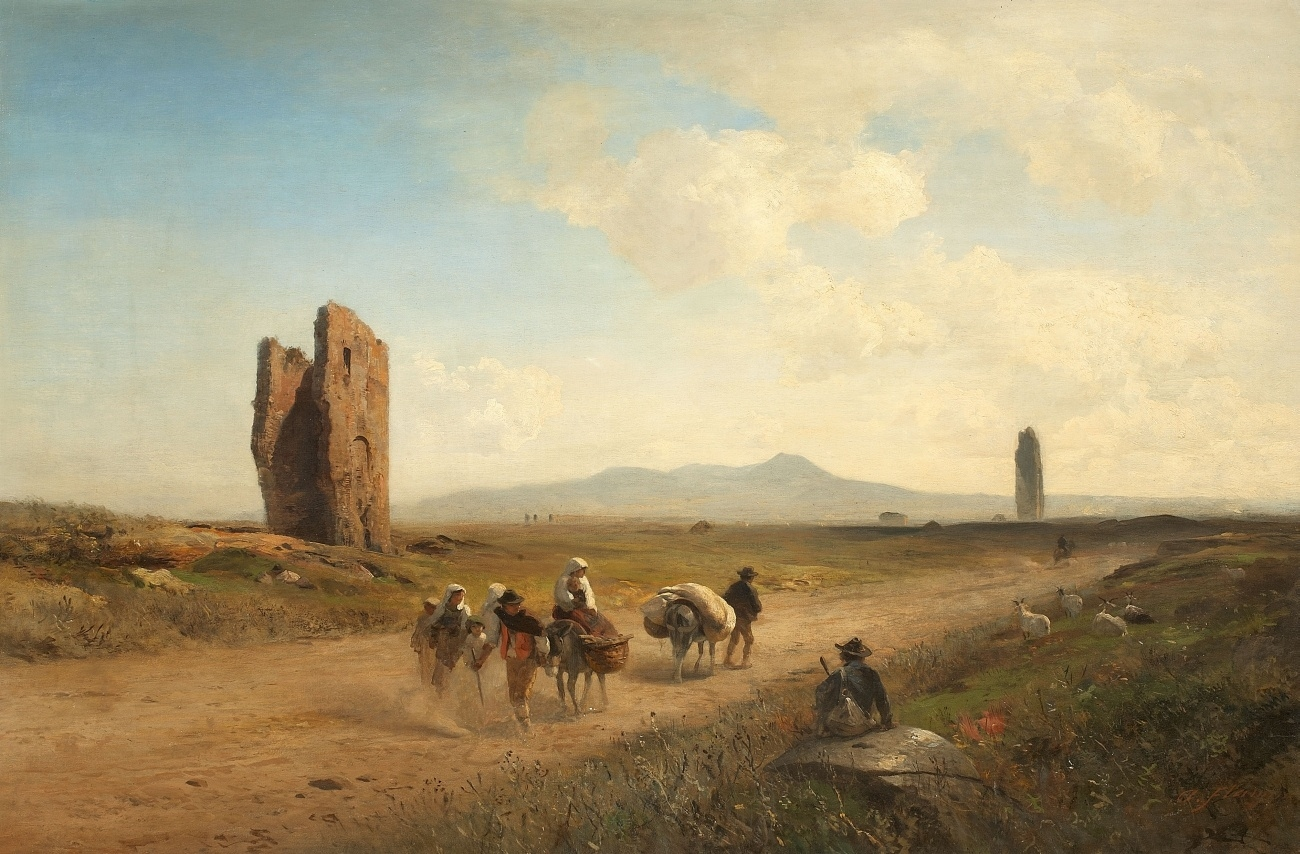
Römische Campagna

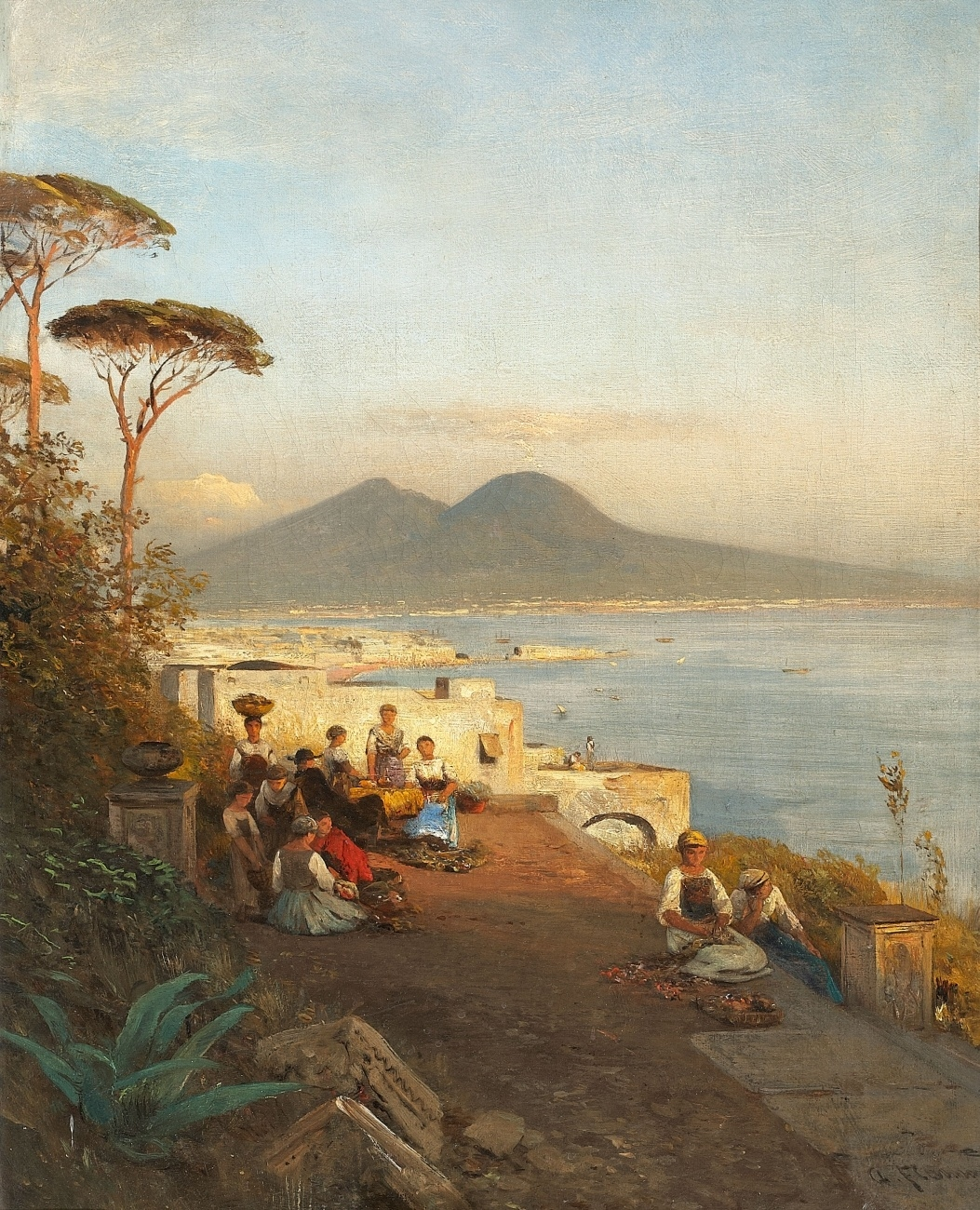
Golf von Neapel

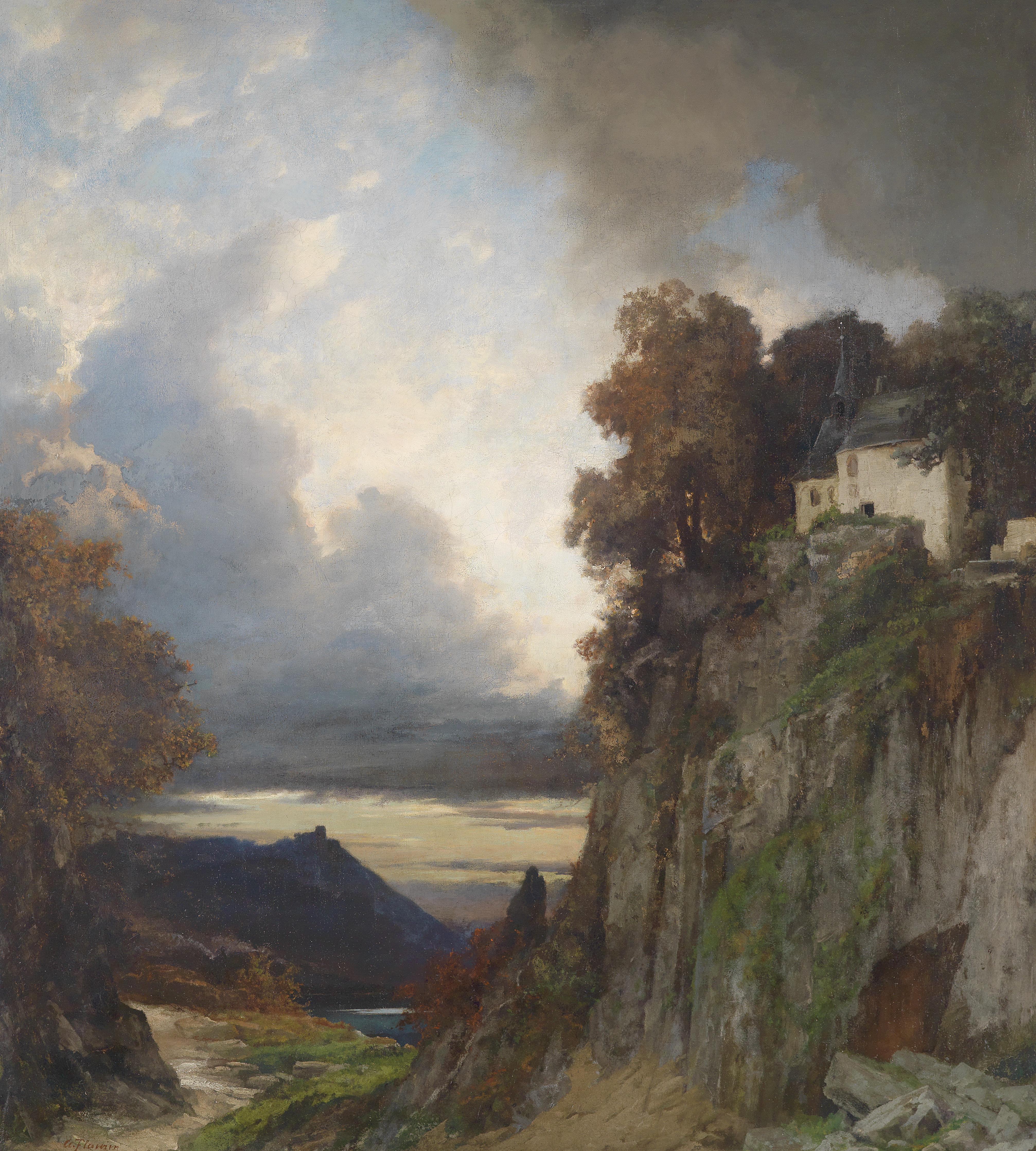
Abendstimmung am Rhein

Flamm malte überwiegend italienische Landschaften, die sich durch Naturwahrheit, leuchtendes Kolorit und virtuose Behandlung Anerkennung erworben haben. In Italien bevorzugte er die Landschaften bei Rom und Neapel, die er in warmem, hellem Sonnenlicht und mit fein gemalten Details zeigte, oft Szenen vom Leben der Landbevölkerung, was den Erwartungen der Italien-Touristen entsprach. Häufig wählte er einen erhöhten Betrachterstandpunkt, um weite, panoramahafte Blickwinkel erzeugen zu können. Innerhalb der Düsseldorfer Landschaftsmalerei zählte Flamm neben Oswald Achenbach und Eugen Dücker ab den 1860er Jahren zu den „Schul- und Publikumsgrößen ersten Ranges“.

### Gemälde (Auswahl)
- Der Marktplatz von Colonna im Albanergebirge, 1861, Münster, Westfälische Kunsthalle
- Herannahendes Gewitter in der römischen Campagna, 1862
- Motiv auf Capri, 1864
- Ansicht des Pilatus von der Rigiseite, 1871
- Blick auf den Golf von Neapel vom Posilippo
- Die Via Appia bei Rom, 1872, Kunsthalle Hamburg
- Der Golf von Sorrent, Kassel, Staatliche Museen
- Im Park der Villa d’Este in Tivoli, 1874
- Villa Aldobrandini, 1874
- Parkszene in Frascati, 1879
- Motiv auf Ischia, 1880
- Ansicht des Siebengebirges, 1880
- Herbstmorgen am Starnberger See, 1880
- Herbstabend am Starnberger See, 1880
- Blick auf Cumae, 1881, Berliner Nationalgalerie
- Westfälische Landschaft, 1888

### Illustrationen (Auswahl)
- In: Weihnachts-Album. – Düsseldorf: Arnz, 1853. Digitalisierte Ausgabe der Universitäts- und Landesbibliothek Düsseldorf